# Elias Alsabti
 (avril 2023).
Elias Abdel Kuder Alsabti (1954-1990) est un chercheur médical irakien qui est dénoncé pour fraude scientifique.

## Biographie
Alsabti est un imposteur récidiviste. En Irak, il a affirmé avoir fait une percée dans la recherche sur le cancer, remportant une importante subvention du gouvernement. Il obtient une généreuse bourse du gouvernement jordanien et, se faisant passer pour un membre de la famille royale jordanienne, s'installe en 1977 aux États-Unis. À la fin des années 1970, il a travaillé comme spécialiste du cancer pour diverses institutions de recherche américaines, changeant de poste lorsque son manque de connaissances et de compréhension était remarqué. Il a repris des articles de revues scientifiques moins connues et les a soumis pour publication ailleurs. On estime qu'il a publié 50 à 60 articles plagiés en quelques années, dont beaucoup dans des revues réputées, souvent avec des co-auteurs qui n'ont jamais publié avec personne d'autre que lui, ce qui a conduit à soupçonner qu'ils n'existaient peut-être pas.
Plusieurs revues ont rétracté ses publications après la révélation de la fraude. Malgré tout, Alsabti a réussi à passer son examen médical dans l'Indiana en 1981, sans avoir terminé aucune école de médecine ni résidence préalable. Il a ensuite effectué 9 mois de résidence, obtenu la citoyenneté américaine et ouvert un cabinet privé en Pennsylvanie. Il a demandé des licences médicales dans l'Arkansas, le Nebraska, l'État de Washington et le Massachusetts. Dans le Massachusetts, où il avait déjà été découvert, son permis a été suspendu en 1986 et à nouveau en 1988. Au moment de sa mort, d'un accident de voiture en Afrique du Sud en 1990, il avait encore une licence médicale en Pennsylvanie et un cabinet privé réputé là-bas.

## Ressource externe
- William J. Broad, « Would-Be Academician Pirates Papers: Five of his published papers are demonstrable plagiarisms, and more than 55 others are suspect », Science, vol. 208, no 4451,‎ 1980, p. 1438–1440 (PMID 17796686, DOI 10.1126/science.208.4451.1438, Bibcode 1980Sci...208.1438B)
- Anonymous, « An outbreak of piracy in the literature », Nature, vol. 285, no 5765,‎ 1980, p. 429–430 (DOI 10.1038/285429a0, Bibcode 1980Natur.285Q.429.)
- Nicholas Wade and William Broad. Betrayers of the Truth: Fraud and Deceit in the Halls of Science. New York: Simon & Schuster, 1983, pp. 38–59.